# منطقة موكاتسار
موكاتسار رمزها «MU» (بالإنجليزية: Mukatsar)‏ ، هو تقسيم إداري لدولة الهند تتبع ولاية بنجاب (بالإنجليزية: Punjab)‏ ، مركزها هو مدينة موكاتسار (بالإنجليزية: Mukatsar)‏ عدد سكانها حسب تعداد سنة 2001 هو 776,702 ، مساحتها 2,596 كم² وكثافة السكان 299 لكل كم² .